# Alexander Stubb
Cai-Göran Alexander Stubb (Hèlsinki, 1 d'abril de 1968) és un polític finlandès, president electe de Finlàndia, després de guanyar les eleccions presidencials de 2024. Anteriorment va exercir com a primer ministre de Finlàndia del 2014 al 2015.

## Biografia
Nascut en una família bilingüe, de pare parlant de suec i mare de finès. Stubb va passar la seva infantesa a Lehtisaari, als afores de Hèlsinki. Va jugar a hoquei sobre gel a HIFK fins a l'adolescència. Stubb va començar a jugar al golf quan tenia dotze anys i durant l'escola secundària va jugar a l'equip nacional de golf finlandès.
El 1986, Stubb es va graduar a la Mainland High School a Daytona Beach, Florida, als Estats Units, i, dos anys més tard, es va graduar a la Gymnasiet Lärkan a Hèlsinki, després va completar el seu servei militar. Inicialment volia dedicar-se a l'esport professional, però durant la seva etapa a la universitat ho va descartar per estudiar ciències polítiques. Es va graduar a la Universitat de Furman el 1993.
Va començar la seva carrera política com a investigador especialitzat en els afers de la Unió Europea, va ser elegit diputat al Parlament Europeu el 2004 com a membre del Partit de la Coalició Nacional. El 2008, Stubb va ser nomenat ministre d'Afers Exteriors, i el 2011 es va presentar a les eleccions al Parlament finlandès per primera vegada, i va ser elegit com a diputat amb el segon major nombre de vots a les eleccions. Després va ser nomenat ministre d'Afers Europeus i Comerç al gabinet de Jyrki Katainen.
Quan Katainen va renunciar com a primer ministre i president del Partit de la Coalició Nacional el 2014, Stubb va ser elegit president del partit. Va formar una coalició governamental de cinc partits i va ser nomenat oficialment primer ministre pel president Sauli Niinistö el 24 de juny de 2014. A les eleccions parlamentàries celebrades l'abril de 2015, el Partit de la Coalició Nacional de Stubb va perdre la seva condició de partit més gran, entrant en segon en quota de vot i tercer en escons. Després de les negociacions de coalició entre el guanyador del Partit del Centre, el Partit dels finlandesos i el Partit de la Coalició Nacional, Stubb va ser nomenat ministre de Finances el 29 de maig de 2015 pel nou primer ministre Juha Sipilä.
El 2016, el lideratge de Stubb va ser qüestionat des del partit per la diputada Elina Lepomäki i el ministre de l'Interior Petteri Orpo. L'11 de juny, Stubb va perdre el lideratge davant Orpo a la conferència del partit. En dimitir com a ministre de Finances i en declinar més càrrecs ministerials, Stubb va dimitir com a membre del Parlament el 2017 per acceptar el nomenament com a vicepresident del Banc Europeu d'Inversions. Després d'acabar el seu mandat al Banc Europeu d'Inversions el gener de 2020, va ser escollit com a director i professor de l'Escola de Governació Transnacional de l'Institut Universitari Europeu.
L'agost de 2023, Stubb va anunciar la seva decisió de presentar-se a les eleccions presidencials finlandeses de 2024. Va acabar primer a la primera ronda de votacions el 28 de gener i va guanyar la segona volta l'11 de febrer, guanyant el 51,6% dels vots contra Pekka Haavisto. Després d'assumir el càrrec, Stubb serà el segon president suec-finlandès de la història de Finlàndia després del baró Carl Gustaf Emil Mannerheim.